# Sthenias albicollis
Sthenias albicollis là một loài bọ cánh cứng trong họ Cerambycidae.